# Bron-Yr-Aur

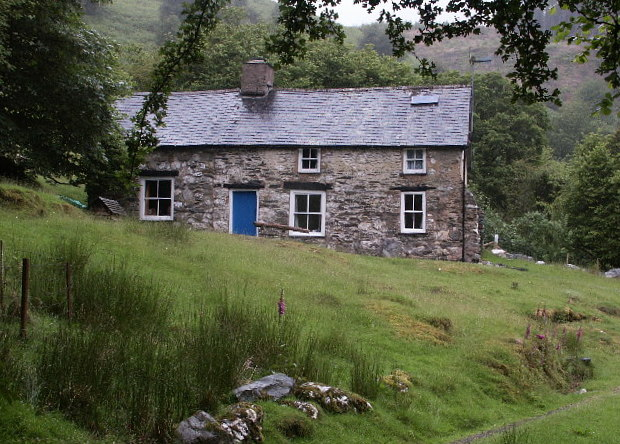
Bron-Yr-Aur en juin 2004

Bron-Yr-Aur est une maison de campagne située dans la région de Gwynedd (pays de Galles), à 2 kilomètres au nord-ouest de Machynlleth, petite ville d'environ 2 000 habitants. Elle fait partie du Parc National de Snowdonia. La maison appartient au révérend John Dale.
Bron-Yr-Aur a été rendue célèbre par le groupe rock Led Zeppelin. La famille de Robert Plant, le chanteur de Led Zeppelin y a passé des vacances durant les années 1950. En 1970, Robert Plant et le guitariste Jimmy Page s'y sont retrouvés après la tournée nord-américaine du groupe au printemps de cette année. Ils y ont écrit des titres de leur troisième album, Led Zeppelin III. Ces derniers passaient alors leurs vacances en compagnie de Maureen, la femme de Plant,  et de Charlotte Martin, la petite amie de Page. C'était la première fois que Robert et Jimmy passaient leurs vacances ensemble.
La maison a donné son nom à deux pièces de Led Zeppelin, l'instrumentale Bron-Yr-Aur jouée à la guitare acoustique (enregistrée en 1970, mais sortie en 1975 sur l'album Physical Graffiti) et Bron-Y-Aur Stomp (Led Zeppelin III, 1970). Ils y ont aussi enregistré deux titres, Nobody's Fault But Mine (Presence, 1976) et No Quarter (Houses of the Holy, 1973), en extérieur.